# Sanja Grohar
Sanja Grohar Kovič, slovenska blogerka ter nekdanja pevka, televizijska voditeljica in fotomodelka, * 7. februar 1984, Kranj
Leta 2005 je kot študentka iz Kranja osvojila naslov Miss Slovenije 2005. Leta 2006 se je slekla za slovensko izdajo revije Playboy, leto kasneje je postala playmate oz. dekle leta.
Vodila je oddaji TV Tuba na Kanalu A in Zvezde silvestrske noči 2008 na GTV.

## Zgodnja leta
Rodila se je Valentinu in Vuki. Ima še sestro Tijano.

## Kariera

### Petje
Leta 2006 je s pesmijo Boljša sem od nje nastopila na festivalu Melodije morja in sonca, a se ni prebila v finale.
Za njeno kariero je skrbela agencijo Lendero&Co pod okriljem podjetja Lendero d.o.o., ki je v lasti Saše Lendero, Mihe Hercoga in Sabine Hribernik.
Leta 2008 je izdala videospot Ko sneži. Istega leta je izdala pesem Črni dež, za katerega je v Makedoniji posnela videospot.

### Spor z revijoPlayboy
Z Nino Osenar sta leta 2008 tožili izdajatelja slovenskega Playboya, ker naj bi njune fotografije v lezbičnih pozah objavil proti njuni volji. Groharjeva je od tožbe odstopila.

## Zasebno
Z možem in prvorojenim sinom je nekaj let živela v Londonu. Po vrnitvi v Slovenijo je leta 2023 rodila drugega sina.
Visoka je 167 centimetrov.

## Singli
- Moje sanje (2006)[24]
- Varaj me, varaj (2007)[25]
- Ko sneži (2007)[26]
- Nisem ista (2007)[27]
- Greh v pesku (2008)[28]
- Črni dež (2008)[17]
- Maska (2009)[29]
- The One (2009)[30]
- Poletna noč (2009)[31]
- Ogenj (2010)[32]